# 鴨ヶ浦塩水プール
鴨ヶ浦塩水プール（かもがうらえんすいプール）は、石川県輪島市輪島崎町の鴨ヶ浦海岸にある水泳用屋外プール。2018年（平成30年）5月10日に国の登録有形文化財（建造物）に登録された。

## 構造
1935年（昭和10年）頃に海魚観賞用などの水槽（生け簀）として築かれた施設である。
第二次世界大戦後、本格的に水泳練習用のプールとして整備するため、1949年（昭和24年）と1955年（昭和30年）頃の2度改修工事が行われた。岩礁を縦25メートル横13メートルに削り取り、縁辺部をコンクリートで整えている。南北に主排水口を設置して自然流出入する海水を利用する。石川県輪島市出身の山中毅（1960年ローマオリンピック銀メダリスト）もこのプールで泳いだことがある。
「立地特性を生かした類例稀なスポーツ施設」として、2018年5月10日に国の登録有形文化財（建造物）に登録された。2023年時点で使用されている海のプールとしては日本最古とみられていた。
2024年（令和6年）1月1日に能登半島地震が発生し、東京大学地震研究所によると周辺で1.4から2.2メートルの隆起が発生し、海水を取り入れることが困難な状況となった。